# Bibliothèque de la cathédrale de Hildesheim

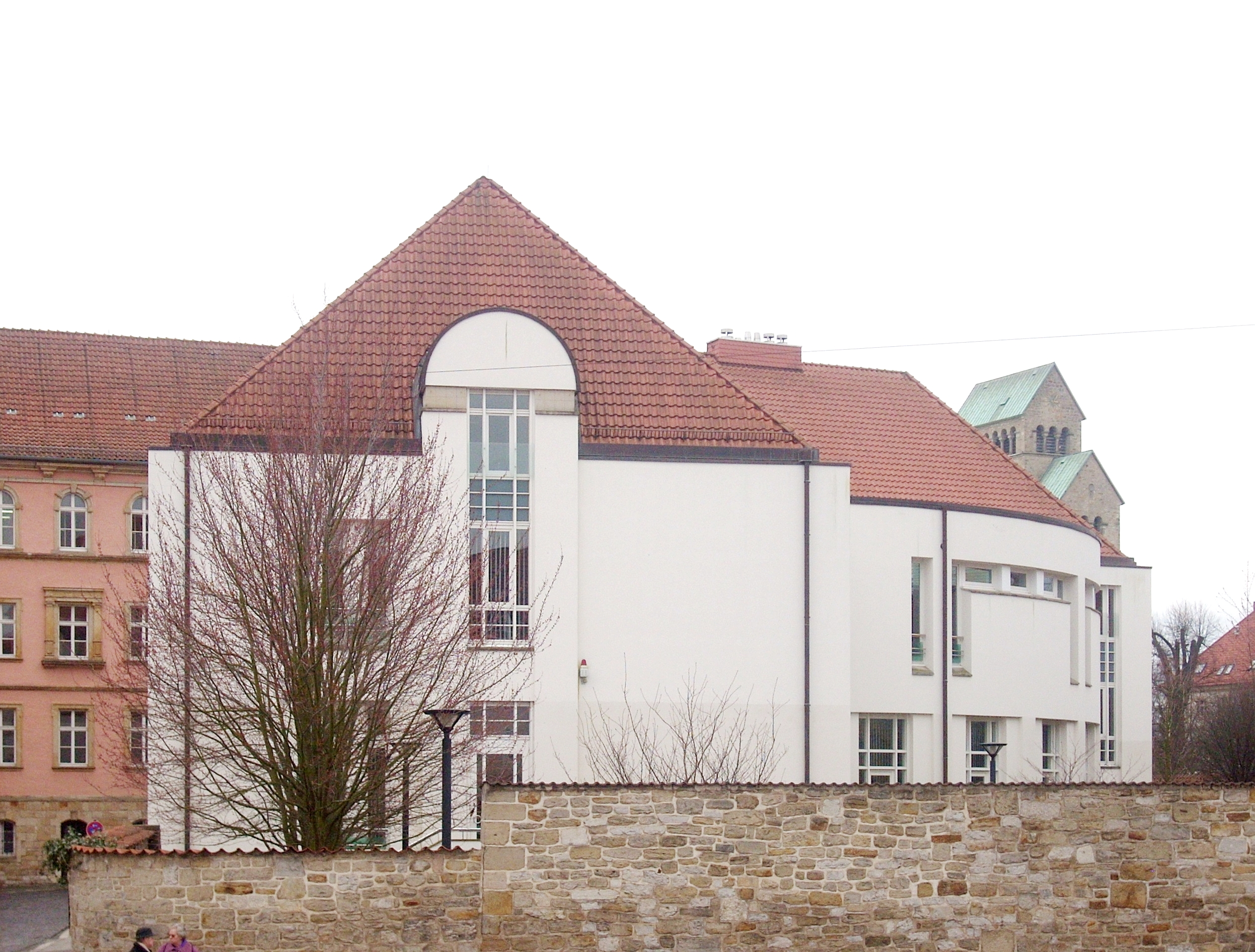
Bibliothèque de la cathédrale de Hildesheim.

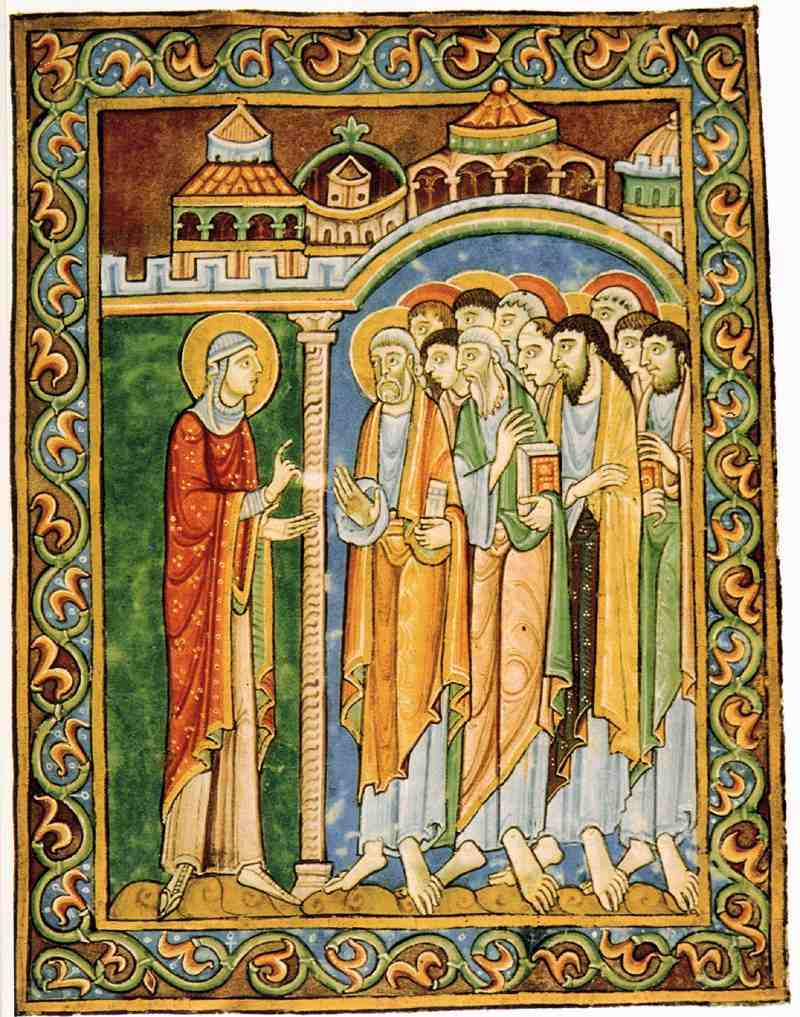
Marie-Madeleine annonçant la Résurrection aux apôtres, psautier de Saint-Alban (vers 1125).

La bibliothèque de la cathédrale de Hildesheim est une bibliothèque administrée par le diocèse de Hildesheim en Allemagne. Elle existe de manière ininterrompue depuis l'an 815, date de la fondation du diocèse. C'est donc la bibliothèque la plus ancienne d'Allemagne du Nord et l'une des plus anciennes d'Europe. Avec plus de 120 000 volumes dont nombre de manuscrits précieux et d'incunables rares, sa valeur historique est inestimable.

## Description
Le fond de la bibliothèque constitue en des collections uniques. Le fond originel est né des manuscrits de l'école cathédrale au Moyen Âge, mais nombre d'entre eux ont disparu à cause d'incendies répétés au cours des âges. Il s'est enrichi par les confiscations consécutives à la suppression des ordres monastiques et des congrégations religieuses, avec notamment la collection de l'ancien collège jésuite de Hildesheim, devenu aujourd'hui la Gymnasium Josephinum, mais aussi par des volumes venus de paroisses ou de collections privées. Il en est ainsi de la bibliothèque acquise en 1681 - la Beverina - du curé de Groß Förste , Martin Bever, ou bien de la bibliothèque acquise en 1908 de l'ancienne abbaye bénédictine Saint-Gothard de Hildesheim. La bibliothèque de la cathédrale de Hildesheim s'est enrichie par des achats, des dons, des legs et par les confiscations des bibliothèques monastiques, comme celle de la chartreuse de Hildesheim à la fin du XVIIIe siècle.
Parmi ses œuvres les plus remarquables, il faut distinguer en premier lieu le psautier de Saint-Alban datant de 1125 environ et l'orationale de Hildeseim avec des miniatures du scriptorium de l'abbaye de Reichenau, ou de l'École de Reichenau.
Depuis 1997, la bibliothèque est installée dans des bâtiments modernes et adaptés à la conservation de manuscrits anciens, avec des salles de lectures confortables pour les chercheurs scientifiques et une systématique de prêts plus efficace pour les livres. Les locaux se trouvent à la Domhof.

## Source de la traduction
- (de) Cet article est partiellement ou en totalité issu de l’article de Wikipédia en allemand intitulé « Dombibliothek Hildesheim » (voir la liste des auteurs).